# Invernadero de Wilder Park
El Invernadero de Wilder Park (en inglés: Wilder Park Conservatory) es un invernadero y jardín botánico de 24.000 m² (6 acres), en Elmhurst, Illinois. 

## Localización
Wilder Park Conservatory 225 Prospect Avenue Elmhurst, Cook county, Illinois 61603 United States of America-Estados Unidos de América. 
Planos y vistas satelitales.41°53′41.28″N 87°56′38.4″O / 41.8948000, -87.944000
El invernadero de una sola sala está abierto a diario desde las 8am a 4pm; la entrada es gratuita si bien las donaciones son bien venidas. 

## Historia
Los orígenes del invernadero se remontan a 1868, cuando Seth Wadhams compró una granja sin árboles, en la plantó diversos árboles y construyó un invernadero para su esposa, que todavía está en uso actualmente. 
Propietarios posteriores continuaron desarrollando jardines en el lugar. La propiedad fue transferida a propiedad de la ciudad en torno a 1920, y en 1923 la Junta del Distrito de Parques de Elmhurst añadió un invernadero al invernadero original. En 1926 fue añadido un segundo invernadero.
El invernadero visitable comparte el terreno con otros tres invernaderos no abiertos al público, los jardines al aire libre Elizabeth, y la mansión Wilder, que fue la antigua sede de la Biblioteca Pública de Elmhurst. 
Una ampliación se añadió a la mansión en la década de 1960 para aumentar el espacio de la biblioteca, pero la ampliación se retiró durante una restauración que se completó en 2008.

## Colecciones
Lo más destacado del invernado son los ejemplares maduros de un Pachypodium y un Opuntia. 
El invernadero también cuenta con un pequeño estanque con carpines. 
Ubicado cerca de atracciones como el Museo Lazzadro, la nueva Biblioteca Pública de Elmhurst, el Museo de Arte Elmhurst, y el Elmhurst College Schaible Science Center